# Tim-Justin Dietrich
Tim-Justin Dietrich (* 8. November 2002 in Seehausen (Altmark)) ist ein deutscher Fußballspieler.

## Karriere
Nach seinen Anfängen in der Jugend des 1. FC Lok Stendal und des 1. FC Magdeburg wechselte er im Sommer 2017 in die Jugendabteilung von Werder Bremen. Nach 23 Spielen in der B-Junioren-Bundesliga und 20 Spielen in der A-Junioren-Bundesliga, bei denen ihm insgesamt vier Tore gelangen, wurde er im Sommer 2021 in den Kader der zweiten Mannschaft in der Regionalliga Nord aufgenommen. Er gehörte im Frühjahr 2023 auch in fünf Spielen dem Spieltagskader der ersten Mannschaft in der Bundesliga an, kam allerdings nicht zum Einsatz.
Im Sommer 2023 wechselte er zum Drittligisten Hallescher FC und kam dort auch zu seinem ersten Einsatz im Profibereich, als er am 22. August 2023, dem 3. Spieltag, beim 1:1-Heimunentschieden gegen den MSV Duisburg in der Startformation stand.
Zur Saison 2024/25 wechselte Dietrich zu den Kickers Emden.